# Осипов, Николай Осипович
Никола́й О́сипович О́сипов (14 апреля 1918, Весьшурга, Царевококшайский уезд, Казанская губерния, Российская империя — 20 февраля 1999, Йошкар-Ола, Россия) — марийский советский партийный и комсомольский деятель. Первый секретарь Марийского обкома ВЛКСМ (1946—1949). Член ВКП(б). Участник Великой Отечественной войны.

## Биография
Родился 14 апреля 1918 года в дер. Весьшурга ныне Моркинского района Марий Эл в крестьянской семье.
В 1937 году окончил Марийский учительский институт.
В 1941 году призван в Красную Армию. Участник Великой Отечественной войны: командир стрелкового взвода 154 гвардейского стрелкового полка 51 гвардейской стрелковой дивизии, гвардии лейтенант. В одном из боёв 1942 года взял на себя командование ротой, получив тяжёлое ранение, не покинул поля боя. В январе 1944 года после второго ранения комиссован. Награждён медалями, в том числе медалью «За отвагу».
В 1946—1949 годах — первый секретарь Марийского обкома ВЛКСМ. При нём велась значительная организационная работа по восстановлению первичных организаций в Марийской АССР (за годы войны произошло сокращение числа комсомольцев из Марийской АССР на 41%!), молодёжь республики направлялась на восстановление Сталинграда и Донбасса. Награждён орденом Трудового Красного Знамени.
В 1952 году окончил Высшую партийную школу при ЦК КПСС. С 1952 года — заместитель редактора, заведующий отделом газеты «Марий коммуна», в 1958—1963 годах — заместитель заведующего отделом Марийского обкома КПСС, одновременно редактор журнала «Блокнот агитатора».
Избирался депутатом Верховного Совета Марийской АССР II и V созыва (1947—1951, 1959—1963).
Скончался 20 февраля 1999 года в Йошкар-Оле.

## Награды
- Орден Трудового Красного Знамени (1948)[2][3]
- Медаль «За отвагу» (31.10.1943)[6]
- Медаль «В ознаменование 100-летия со дня рождения Владимира Ильича Ленина» (1970)
- Почётная грамота Президиума Верховного Совета Марийской АССР (1946, 1951, 1953)[2][3]